# Kassandra
Kassandra és una telenovel·la veneçolana produïda per RCTV i distribuïda per Coral Pictures. Va començar les seves emissions el 8 d'octubre de 1992 i va finalitzar l'11 de maig de 1993 després de 150 episodis emesos, és considerada una de les telenovel·les mes famoses i influents de la història .
Protagonitzada per Coraima Torres i Osvaldo Ríos interpretant un doble paper (protagonista i antagonista), i amb les participacions antagòniques de Henry Soto, Nury Flores i Loly Sánchez.
La telenovel·la està basada en la novel·la "Pelegrina", original de l'escriptora Delia Fiallo, que també es va encarregar de l'adaptació.

## Èxit
Kassandra va ser una de les moltes telenovel·les escrites per Delia Fiallo el seu èxit influeix en tota Latinoamerica, i incloent a tota Iberoamèrica, amb elevats nivells d'audiència. El seu èxit mundial va esdevenir perquè als països en guerra, en ser emesa aquesta telenovel·la, aquesta es detenia, igual que amb la telenovel·la Esmeralda els països en guerra van començar a demanar aquestes telenovel·les i les van adoptar com un patrimoni cultural, Kassandra és també considerada la telenovel·la hispanoparlant mes famosa a Europa i Àsia. Fou vista per més de 180 països i traduïda a més de 40 idiomes, i va trencar el Rècord Guinness 1993 en aquest gènere.

## Argument
Kassandra és una jove que va ser criada com a gitana en un circ. En realitat, no és gitana: la seva mare era malalta de leucèmia i va morir en donar-la a llum. Quan va néixer va ser lliurada a la gitana Dorinda pel capatàs de la seva madrastra. En arribar al poble 17 anys després, Kassandra crida l'atenció de tots els vilatans, inclòs a Luis David. La història d'ells es veurà interrompuda pels malvats plans d'Ignacio i la madrastra Herminia.

## Repartiment
- Coraima Torres - Kassandra / Andreína Arocha[3]
- Osvaldo Ríos - Luis David Contreras / Ignacio Contreras
- Henry Soto - Randú
- Nury Flores - Herminia de Arocha
- Raúl Xiqués - Alfonso Arocha
- Cecilia Villarreal - Gema Salazar
- Esperanza Magaz + - Dorinda
- Loly Sánchez - Rosaura Osorio
- Alexander Milic + - Matías Osorio
- Carmencita Padrón - Ofelia Alonso
- Roberto Moll - Manrique Alonso
- Manuel Escolano - Roberto Alonso
- Fernando Flores + - Simón
- Juan Frankis + - Marcelino
- Carlos Arreaza - Tomás, el payaso
- Erika Medina - Isabel "Chabela"
- Hylene Rodríguez - Lilia Rosa Alonso
- Iván Tamayo - Héctor Quintero
- Verónica Cortéz - Yaritza
- Rafael Romero - Glinka
- Mimí - Elvira Alonso
- Miguel de León - Ernesto Rangel
- Laura Brey
- Saúl Martínez - Doctor
- Nelly Prigoryan - Verushka
- Lupe Barrado
- Ron Duarte
- Pedro Durán - Calunga
- Eduardo Gadea Pérez - Juez
- Margarita Hernández - Norma De Castro
- María Hinojosa + - Lázara
- Félix Landaeta - El juez Carrión
- José Oliva + - El juez Olivera
- Frank Moreno
- Julio Mujica
- Carlos Omaña
- Haydée Balza

## Versiones
Kassandra està basada en la novel·la Peregrina de Delia Fiallo, que originalment era un llibret per a radionovel·la que aquesta escriptora havia realitzat a Cuba. Altres versions que s'han realitzat són:
- Peregrina, telenovel·la veneçolana produïda per Venevisión en 1973, dirigida per Grazio D'Angelo i protagonitzada per Rebeca González, José Bardina i José Luis Silva en el personatge de Randú.

- La muchacha del circo, telenovel·la veneçolana produïda per RCTV en 1989, dirigida per Tito Rojas i protagonitzada per Catherine Fulop, Fernando Carrillo i Miguel Alcántara en el personatge de Randú. però per problemes jurídics, aquesta telenovel·la va interrompre els enregistraments, i després es va transmetre com a mini-sèrie.

- Pelegrina, telenovel·la mexicana produïda per Televisa en 2005-2006 de la mà de Nathalie Lartilleux i protagonitzada per África Zavala i Eduardo Capetillo.

- La telenovel·la també va ser refeta a Rússia en 2008 com Принцесса цирка (Princesa del Circ).

## Premis
- TP d'Or 1993 - Millor Telenovel·la.[4]